# Decentralisering
Decentralisering er et udtryk for, at ansvar, opgaver og/eller økonomiske ressourcer overdrages fra en overordnet myndighed til underordnede myndigheder. Endvidere anvendes begrebet om en opsplitning af en stor organisation i mindre enheder.
I politologi belyser begrebet, hvordan styringen af en politisk organisation eller et politisk system bliver udlagt til flere underordnede politisk niveauer - i modsætning til topstyring som forekommer, når en ledelse eller staten står for hovedparten af styring.
I virksomhedsstudier henviser decentralisering til kommandovejene i organisationen. En stærkt decentraliseret organisation betegnes også som en netværksorganisation.
I økonomi forstås der ved decentralisering en overdragelse af budgetstyring og ressourceforbrug fra en overordnet myndighed eller organisation til et underordnet eller lokalt niveau.
Processen kan være tvetydig. F.eks. betød strukturreformen i Danmark d. 1. januar 2007, at kommunerne gennemgik en geografisk centralisering, men samtidig også blev gjort ansvarlige for flere velfærdsopgaver, bl.a ved at overtage nogle af de opgaver som amterne (nu regioner) og staten tidligere havde haft, dvs. en decentralisering af opgaveløsningen.
Kommunalreformen i 1970 førte til en decentralisering, og problemerne denne kunne medføre fik Svend Erik Hovmand til at agitere for en decentralisering af magten i sin debatbog "Det nære samfund" fra 1973.

## Målsætning
Den politiske målsætning med decentralisering er dels, at beslutningerne tages nær på borgerne, dels at undgå bureaukratiske arbejdsgange. Begrebet har således både et demokratisk perspektiv og et administrativt perspektiv. I Danmark inddrages også foreninger som deltagere i gennemførelsen af politiske beslutninger. I EU er subsidiaritetsprincippet, som er et princip om, at EU - bortset fra de områder, hvor EU har den eneste kompetence - udelukkende handler på områder, hvor dette vil være mere effektivt end at handle på nationalt, regionalt eller lokalt plan, et udtryk for et ønske om decentralisering.